# Евгени Халдей
Евгени Ананиевич Халдей (на руски: Евгений Ананьевич Халдей; на украински: Євген Ананійович Халдей) е съветски офицер, военен кореспондент, фотограф.

## Биография
Роден е на 27 март 1917 г. в Юзовка (днес Донецк) в еврейско семейство. Със самоделен фотоапарат прави първата си снимка на 13-годишна възраст. На 16 години започва работа като фотокореспондент. Работи за „Фотохроника“ на съветската централна информационна агенция ТАСС от 1939 г. Снима строежите в СССР, предимно в родния си край.
От началото на Втората световна война е военен кореспондент. Достига до военно звание капитан. Снима през всичките 1418 денонощия на войната. Най-известните му снимки са от действията на военноморския флот, военновъздушните сили и сухопътните войски при освобождаването на Европа. Снима посрещането на частите на Червената армия в България. Най-известните му снимки са от Ловеч и София. Автор е на историческата снимка на официалното издигане на знамето на победата над Райхстага. Снима подписването на актовете за капитулацията на Германия и Япония, между тях Потсдамската конференция, после Нюрнбергския процес. Негови снимки са признати за доказателства на процеса.
След войната по време на борбата с „космополитизма“ е уволнен от ТАСС. Възстановен е по време на чистката след смъртта на Сталин. Създава неповторимата галерия на фронтоваци и хора на мирния труд.
Получава най-престижната награда в областта на фотографията „Рицар на ордена на изкуствата и литературата“ (Франция, 1995). Издадени са книгите „Свидетел на историята. Фотографиите на Евгений Халдей“ (САЩ, 1997) и „Халдей. Фоторепортер на Съветския съюз“ (Франция, 2004). На него е посветен 60-минутният филм „Евгений Халдей – фотограф на сталиновата епоха“ (1995).